# 히가시노 게이고 미스테리즈
《히가시노 게이고 미스테리즈》(일본어: 東野圭吾ミステリーズ)는 후지 TV에서 2012년 7월 5일부터 9월 20일까지 방송된 미스터리 드라마이다.

## 개요
히가시노 게이고가 발표 해 온 고분샤 문고에서 간행된 3작품의 단편집 "범인없는 살인의 밤", "이상한 사람들", "그때 누군가"중에서 엄선된 11작품을 원작으로, 매주 방송마다 주연이 바뀌며, 공포, 코미디 등 다양한 장르의 스토리를 그리는 옴니버스 형식의 미스터리물이다. 드라마에 매회 등장하는 네비게이터는 누군가에 의해 살해된 편집장 쿠라 시키 역에는 나카이 키이치가 맡았으며, 첫회와 최종회 무렵에 삽입된 네비게이터 파트는 유령이 된 쿠라의 시점에서 그가 죽게 된 이유가 밝혀지는 연속성 있는 스토리가 전개된다.
2012년 8월 10일 정오부터 5화까지의 방송분을 약 8분의 본편으로 구성된 특별편이 유투브에서 공개됐다. 또한, 이 특별편은 DVD에 수록되지 않았다.
캐치프레이즈는 〈"인간의 수만큼 신비는 있다"〉

## 주제·등장 인물

### 1화 / 안녕, 코치
출연
- 이시가미 쥰이치 - 카라사와 토시아키 (주연)
- 모치즈키 나오미 - 다나카 레나
- 이시가미 요코 - 토다 나호
- 스즈키 카즈마 - 니시오카 토쿠마

제작진
- 원작: "범인 없는 살인의 밤 - 굿바이, 코치"
- 각본: 사카구치 리코, 타카하시 모토코
- 연출: 카와케 슌사쿠

### 2화 / 범인없는 살인의 밤
출연
- 사토 타쿠야 - 사카구치 켄지 (주연)
- 키시다 소스케 - 시라이 아키라
- 키시다 토키에다 - 히나가타 아키코
- 키시타 마사키 - 야가미 렌
- 키시타 타카오 - 요시다 노리스케
- 카와이 마사미 - 세키 메구미
- 야기 유키코 - 야기 노조미
- 안도 카즈오 - 유우 레이
- 오다 - 오쿠다 타츠히토
- 타카노 - 나카하라 타케오

제작진
- 원작: "범인없는 살인의 밤"
- 각본: 에비스 카요
- 연출: 사와다 켄사쿠

### 3화 / 끝없는 밤
출연
- 타무라 아츠코 - 마츠시타 나오 (주연) (어린 시절: 아라타 유라)
- 반바 쥬죠 - 오오스기 렌
- 타무라 요이치 - 다나카 코타로
- 히라바야시 신지 - 오카모토 타쿠로

제작진
- 원작: "범인없는 살인의 밤"
- 각본: 타나베 미츠루(교도 TV)
- 연출: 코노 케이타(교도 TV)

### 4화 / 레이코와 레이코
출연
- 아사노 요코 - 미즈키 아리사 (주연) (어린 시절 : 후쿠다 미키)
- 야마시타 레이코 - 오노 이토
- 이마니시 - 히라타 미츠루
- 후지카와 신이치 - 요시다 에이사쿠
- 이치하라 사나에 - 나카무라 유리
- 마에무라 카즈코 - 아사미 레이나
- 후쿠자와 코지 - 야마나카 소우
- 아토 - 아라키 히로후미
- 마에무라 테츠야 - 카와이 츠토

제작진
- 원작: "그때 누군가"
- 각본: 카와무라 타이스케, 야마모토 켄스케
- 각본 협력: 카마타 테츠로
- 연출: 카와무라 타이스케

### 5화 / 달콤해야 하는데
출연
- 나카가와 노부히코 - 소리마치 타카시 (주연)
- 나카가와 나오미 - 카토 아이
- 후지무라 시게오 - 키타 토시유키
- 후지무라 테루에 - 오오츠카 요시
- 나카가와 히로코 - 시다 마키

제작진
- 원작: "이상한 사람들"
- 각본: 사카구치 리코
- 연출: 코바야시 요시노리(교도 TV)

### 6화 / 제스처 게임이 가득
출연
- 아오야마 야요이 - 나가사와 마사미 (주연)
- 비토 시게히사 / 아키야마 유이치 - 안도 마사노부
- 나카세 유키에 - 이케와키 치즈루
- 하타케야마 키요미 - 마이코
- 나카세 마사유키 - 테이 류신
- 나카세 코지로 - 시가 코타로
- 모리모토 경부보 - 모리시타 요시유키
- 와카미야 형사 - 모리오카 류
- 키타자와 타카노리 - 츠마부키 사토시 [우정출연]

제작진
- 원작: "그때 누군가"
- 각본: 카마타 테츠로, 이시이 카츠히토, 야마모토 켄스케
- 연출: 이시이 카츠히토

### 7화 / 하얀 흉기
출연
- 나카 유키코 - 토다 에리카 (주연)
- 타미야 쥰이치 - 유스케 산타마리아
- 모리타 고토부키 - 히라오카 유타
- 나카 신지 - 센가 켄토
- 나카 요이치 - 오오쿠치 켄고
- 니시오카 쇼 - 미츠시마 신노스케
- 아베 타카시 - 스가와라 다이키치
- 사노 이쿠오 - 키노시타 호우카
- 여의사 - 와시오 마치코

제작진
- 원작: "범인없는 살인의 밤"
- 각본: 카와사키 이즈미
- 연출: 모리 토오루

### 8화 / 작은 고의에 관한 이야기
출연
- 나카오카 료 - 미우라 하루마 (주연)
- 사에키 요코 - 하루
- 유키하라 타츠야 - 오노 타쿠로
- 카사이 미요코 - 미요시 아야카
- 이모토 고로 - 콘도 코엔
- 유키하라 에미코 - 가미노 미스즈

제작진
- 원작: "범인없는 살인의 밤"
- 각본: 카와사키 이즈미
- 연출: 나미키 미치코

### 9화 / 결혼보고
출연
- 이이다 토모미 - 히로스에 료코 (주연)
- 야마시타 노리코 - 야마구치 사야카
- 야마시타 마사아키 - 오쿠라 코지
- 사쿠라이 유지 - 히라 타케히로
- 호리우치 아키요 - 오오츠카 치히로
- 하시모토 - 키타로

제작진
- 원작: "이상한 사람들"
- 각본: 테라타 토시오
- 연출: 무라카미 마사노리(교도 TV)

### 10화 / 20년째의 약속
출연
- 야마오카 아사코 - 시노하라 료코 (주연)
- 무라카미 테루히코 - 타나베 세이이치 (어린시절 : 히비키 무로이)
- 시미즈 고이치 - 오토오 타쿠마 (어린시절 : 하타케야마 시온)
- 안도 쿠미코 - 시바모토 유키
- 니시노 하루미 - 카이 에미리
- 니시노 스미코 - 키무라 미도리코
- 니시노 유키오 - 히라이즈미 세이

제작진
- 원작: "그때 누군가"
- 각본: 카와사키 이즈미
- 연출: 미야모토 리에코

### 최종화 / 재생 마술의 여자
출연
- 카오 아키요 - 스즈키 쿄카 (주연)
- 네기시 세키모 - 오자와 유키요시
- 칸자키 유미코 - 야다 아키코
- 네기시 요시카즈 - 류 라이타
- 네기시 치즈루 - 니시다 나오미

제작진
- 원작: "그때 누군가"
- 각본: 시노자키 에리코
- 연출: 카와케 슌사쿠

## 방송일 및 부제, 시청률
| 각화                                      | 방송일          | 부제                    | 원작               | 시청률 |
| ----------------------------------------- | --------------- | ----------------------- | ------------------ | ------ |
| 제1화                                     | 2012년 7월 5일  | 안녕, 코치              | 범인없는 살인의 밤 | 11.3%  |
| 제2화                                     | 2012년 7월 12일 | 범인없는 살인의 밤      | 범인없는 살인의 밤 | 7.8%   |
| 제3화                                     | 2012년 7월 19일 | 끝없는 밤               | 범인없는 살인의 밤 | 8.8%   |
| 제4화                                     | 2012년 7월 26일 | 레이코와 레이코         | 그때 누군가        | 7.8%   |
| 제5화                                     | 2012년 8월 2일  | 달콤해야 하는데         | 이상한 사람들      | 9.1%   |
| 제6화                                     | 2012년 8월 16일 | 제스처 게임이 가득      | 그때 누군가        | 8.9%   |
| 제7화                                     | 2012년 8월 23일 | 하얀 흉기               | 범인없는 살인의 밤 | 7.9%   |
| 제8화                                     | 2012년 8월 30일 | 작은 고의에 관한 이야기 | 범인없는 살인의 밤 | 7.6%   |
| 제9화                                     | 2012년 9월 6일  | 결혼보고                | 이상한 사람들      | 8.9%   |
| 제10화                                    | 2012년 9월 13일 | 20년째의 약속           | 그때 누군가        | 7.5%   |
| 최종화                                    | 2012년 9월 20일 | 재생마술의 여자         | 그때 누군가        | 6.2%   |
| 평균 시청률: 8.4%                         |                 |                         |                    |        |
| (시청률은 간토 지방·비디오 리서치사 조사) |                 |                         |                    |        |